# Iris Eckschläger
Iris Eckschläger (* 21. April 1974 in Salzburg) ist eine frühere österreichische Biathletin.
Iris Eckschläger, Angestellte aus Faistenau, startete für den USC Faistenau. 1996 trat sie in Hochfilzen erstmals im Biathlon-Weltcup an. Bei ihrem ersten Einzel lief sie auf den 80. Platz. 1998 erreichte sie an selber Stelle als 27. eines Einzels das beste Weltcup-Ergebnis ihrer knapp 20 Rennen. Daneben trat sie mit weitaus mehr Erfolg im Biathlon-Europacup an. 1995/96 erreichte Eckschlager in der Gesamtwertung hinter Irina Djatschkowa und Ilka Schneider, 1996/97 hinter Irina Mileschina und Tatjana Markowa den dritten Rang. 1997/98 wurde sie Vierte, 1998/99 Sechste. Zudem gewann die ein Einzel in Ridnaun. 2000 startete sie in Zakopane bei den Europameisterschaften. Im Einzel lief Eckschläger auf den 18. Platz. Im Sprint wurde sie 29. und 28. des Verfolgungsrennen. Ein Jahr später nahm die Österreicherin zum Abschluss ihrer Karriere an den Europameisterschaften in der Haute-Maurienne teil. Im Einzel lief sie auf den 32. Platz, 14. wurde sie im Sprint und 18. des Verfolgungsrennen. Neben Brigitte Weisleitner war Eckschlager die erfolgreichste Österreichische Biathletin der 1990er Jahre.

## Biathlon-Weltcup-Platzierungen
Die Tabelle zeigt alle Platzierungen (je nach Austragungsjahr einschließlich Olympische Spiele und Weltmeisterschaften).
- 1.–3. Platz: Anzahl der Podiumsplatzierungen
- Top 10: Anzahl der Platzierungen unter den ersten zehn (einschließlich Podium)
- Punkteränge: Anzahl der Platzierungen innerhalb der Punkteränge (einschließlich Podium und Top 10)
- Starts: Anzahl gelaufener Rennen in der jeweiligen Disziplin

| Platzierung          | Einzel | Sprint | Verfolgung | Massenstart | Staffel | Gesamt |
| -------------------- | ------ | ------ | ---------- | ----------- | ------- | ------ |
| 1. Platz             |        |        |            |             |         |        |
| 2. Platz             |        |        |            |             |         |        |
| 3. Platz             |        |        |            |             |         |        |
| Top 10               |        |        |            |             |         |        |
| Punkteränge          |        |        |            |             |         |        |
| Starts               | 6      | 11     |            |             | 2       | 19     |
| Stand: 28. März 2009 |        |        |            |             |         |        |